# Dendriet (neurologie)

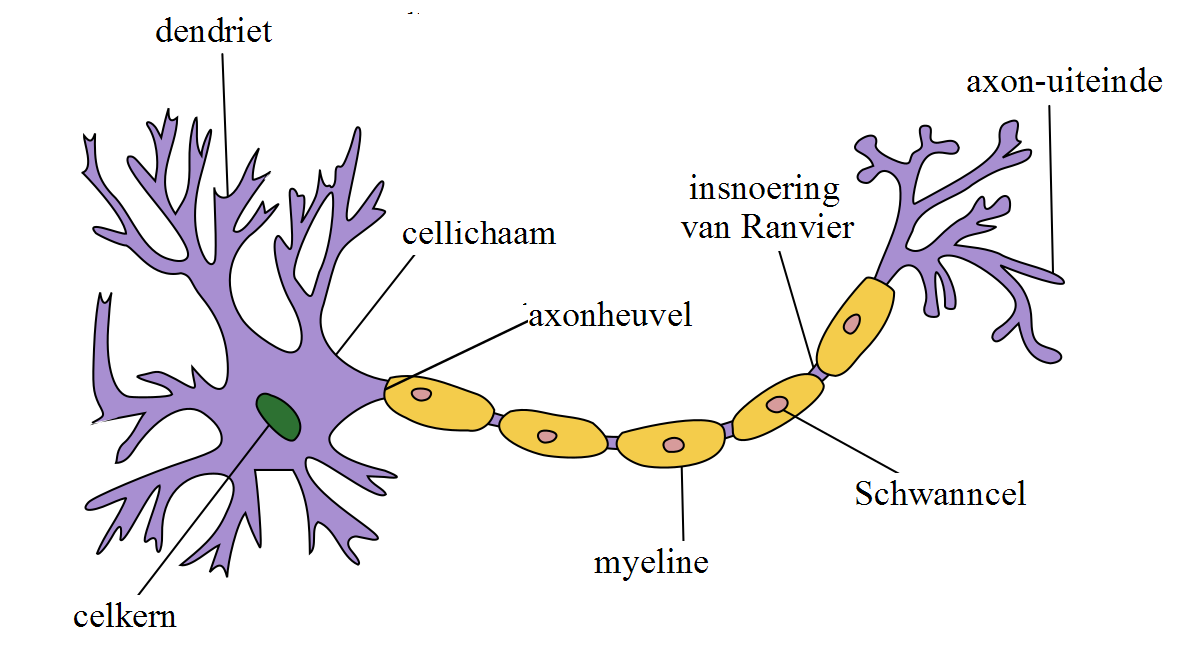
Schematische weergave van een neuron

Dendrieten (van het Griekse dendron, "boom") zijn de vertakte uitlopers van een zenuwcel (neuron). Ze geleiden elektrische impulsen die afkomstig zijn van andere neuronen van en naar het cellichaam van het neuron waar ze  zelf toe behoren. Deze impulsen worden overgedragen via synapsen, die zich op verscheidene plekken van de zogenaamde dendritische boom bevinden. Dendrieten spelen een belangrijke rol in het integreren van de binnenkomende impulsen en het bepalen of deze impulsen verder doorgegeven worden naar andere zenuwcellen.

## Morfologie

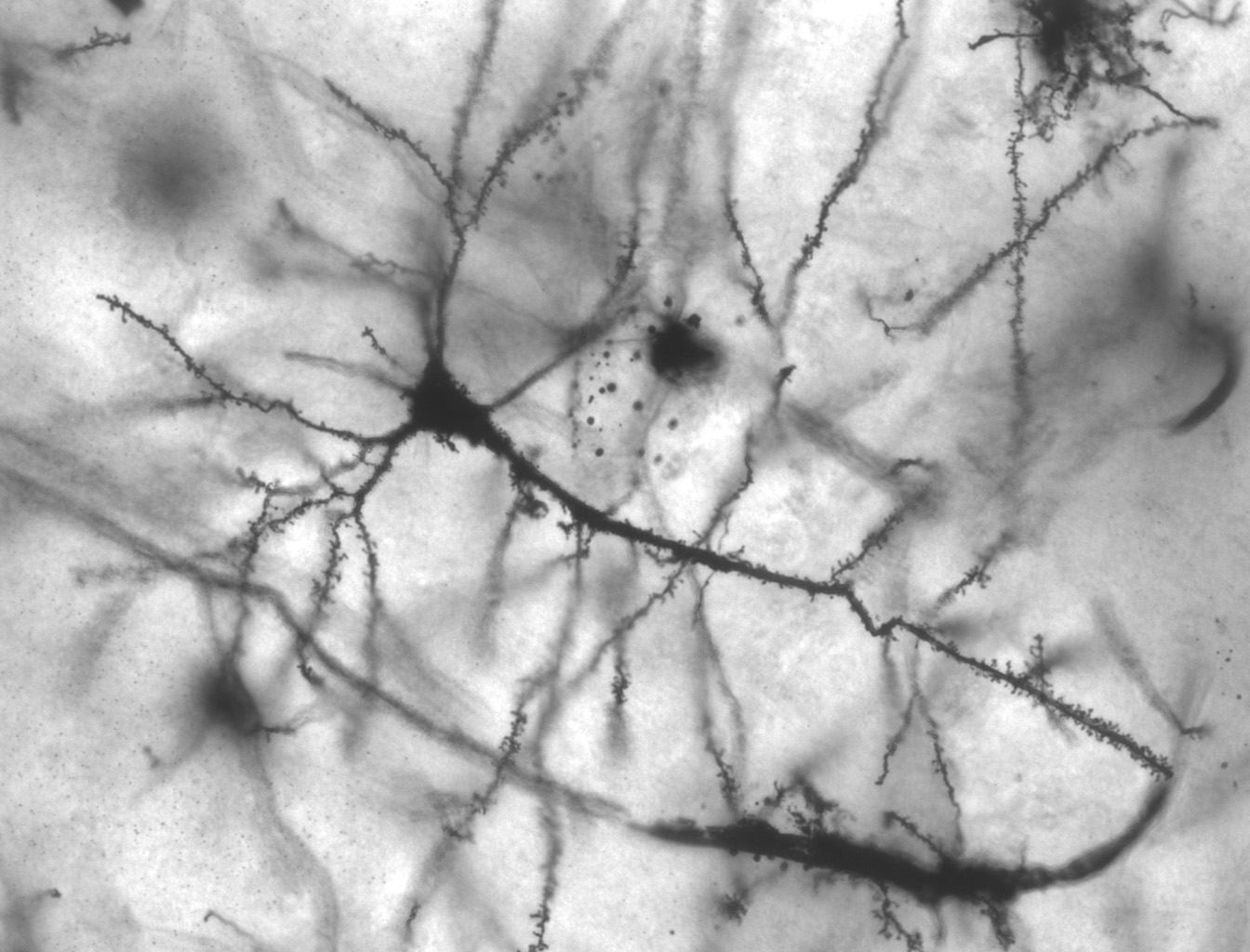
Een piramidale zenuwcel, 40 maal vergroot. Bekeken bij een groter formaat zijn dendritische spines duidelijk zichtbaar.

Onder dendritische morfologie verstaat men de vorm en structuur van de dendritische boom. De dendritische morfologie varieert sterk in verschillende types neuronen.
Dendrieten bestaan uit dendritische segmenten. De segmenten worden vernoemd naar hun relatieve positie ten opzichte van het cellichaam. Het beginsegment van een dendriet noemt men een eerste-ordesegment. De segmenten na de eerste vertakking van het eerste-ordesegment noemt men tweede-ordesegment. Het segment dat na de volgende vertakking komt is een derde-ordesegment, enzovoort. Het segment na de laatste vertakking, dat zelf dus niet meer verder vertakt, noemt men het eindsegment. 
Veel dendrieten bevatten kleine uitstulpinkjes. Dit noemt men gemmulae of dendritische spines. Op deze gemmulae vormen axonen, afkomstig van andere neuronen, synapsen. Hier vindt dus overdracht van informatie plaats.
In tegenstelling tot axonen, die in sommige gevallen wel een meter lang worden, bevinden dendrieten zich dichter in de buurt van het cellichaam. Toch bestaat het grootste deel van het oppervlak van een zenuwcel uit dendrieten, doordat ze doorgaans zo sterk vertakt zijn.
Piramidecellen hebben apicale- en basale dendrieten.
Basale dendrieten bestaan tijdelijk in de korrelcellen (Neuronum granuliforme) van de gyrus dentatus, voordat ze verwijderd worden door regulerende factoren. Deze verwijdering vindt meestal plaats voordat de cel de volwassen leeftijd bereikt en aangenomen wordt dat het door intracellulaire en extracellulaire signalen wordt gereguleerd.
|  |  |